# 70936 Kámen
70936 Kámen è un asteroide della fascia principale. Scoperto nel 1999, presenta un'orbita caratterizzata da un semiasse maggiore pari a 2,7472276 UA e da un'eccentricità di 0,0928999, inclinata di 5,95888° rispetto all'eclittica.
L'asteroide è dedicato all'omonima località ceca.